# Valencia Open 500 2013
Valencia Open 500 2013 byl tenisový turnaj pořádaný jako součást mužského okruhu ATP World Tour, který se hrál na krytých dvorcích s tvrdým povrchem v hale Ágora komplexu Města umění a věd. Konal se mezi 21. až 27. říjnem 2013 ve španělské Valencii jako 19. ročník turnaje.
Turnaj s rozpočtem 2 171 095 eur patřil do kategorie ATP World Tour 500. Nejvýše nasazeným hráčem ve dvouhře byl třetí tenista světa David Ferrer ze Španělska, který jako obhájce titulu ve finále nestačila na ruského hráče Michaila Južného.

## Dvouhra

### Nasazení hráčů
| Země          | Hráč            | ATP1) | Nasazení |
| ------------- | --------------- | ----- | -------- |
| Španělsko     | David Ferrer    | 3.    | 1.       |
| Německo       | Tommy Haas      | 12.   | 2.       |
| Španělsko     | Nicolás Almagro | 13.   | 3.       |
| Spojené státy | John Isner      | 14.   | 4.       |
| Polsko        | Jerzy Janowicz  | 15.   | 5.       |
| Francie       | Gilles Simon    | 16.   | 6.       |
| Itálie        | Fabio Fognini   | 17.   | 7.       |
| Jižní Afrika  | Kevin Anderson  | 20.   | 8.       |

- 1) Žebříček ATP ke 14. říjnu 2013.

### Jiné formy účasti na turnaji
Následující hráči obdrželi divokou kartu do hlavní soutěže:
- Roberto Bautista-Agut
- Guillermo García-López
- Fernando Verdasco

Následující hráči postoupili z kvalifikace:
- Pablo Carreño Busta
- Alejandro Falla
- Michał Przysiężny
- João Sousa

### Odhlášení
Před začátkem turnaje
- Marin Čilić
- Jürgen Melzer
- Juan Mónaco
- Sam Querrey
- Tommy Robredo

### Skrečování
- Janko Tipsarević
- Bernard Tomic

## Čtyřhra

### Nasazení párů
| Země          | Hráč              | Země          | Hráč              | ATP1) | Nasazení |
| ------------- | ----------------- | ------------- | ----------------- | ----- | -------- |
| Spojené státy | Bob Bryan         | Spojené státy | Mike Bryan        | 2.    | 1.       |
| Rakousko      | Alexander Peya    | Brazílie      | Bruno Soares      | 7.    | 2.       |
| Španělsko     | Marcel Granollers | Španělsko     | Marc López        | 13.   | 3.       |
| Španělsko     | David Marrero     | Španělsko     | Fernando Verdasco | 28.   | 4.       |

- 1) Žebříček ATP ke 14. říjnu 2013.

### Jiné formy účasti
Následující páry obdržely divokou kartu do hlavní soutěže:
- Pablo Andújar /  Guillermo García-López
- Roberto Bautista-Agut /  Pablo Carreño Busta

## Přehled finále

### Mužská dvouhra
- Michail Južnyj vs.  David Ferrer, 6–3, 7–5

### Mužská čtyřhra
- Alexander Peya /  Bruno Soares vs.  Bob Bryan /  Mike Bryan, 7–6(7–3), 6–7(1–7), [13–11]